# Orientomysis calida
Orientomysis calida is een aasgarnalensoort uit de familie van de Mysidae. De wetenschappelijke naam van de soort is voor het eerst geldig gepubliceerd in 2005 door Fukuoka, Pinkaew & Chalermw.